# 上韦尔德里奥
上韦尔德里奥（義大利語：Verderio Superiore），是意大利莱科省的一个市镇。总面积2平方公里，人口2708人，人口密度1354.0人/平方公里（2009年）。国家统计（ISTAT）代码为097088。